# Tombelle d'Aulnay
La Tombelle d'Aulnay est un tumulus situé sur la commune de Jasseines, dans l'Aube, en région Grand Est (ex-région Champagne-Ardenne).

## Emplacement
La tombelle est située sur la commune de Jasseines à la limite des finages des communes d'Aulnay et de Brillecourt.
Elle était autrefois située sur la commune d'Aulnay, d'où son nom, mais un redressement des limites cadastrales l'en a détachée pour la placer sur Jasseines.
Elle est au bord d'une ancienne voie romaine dite de Troyes à Montier-en-Der, à environ deux kilomètres et demi de l'Aube.

## Description
La tombelle est un monticule de terre factice posé sur une croupe calcaire dénuée de terre arable. 
Les études et les fouilles réalisées en juin 1866 et 1867 ont mesuré ses dimensions : elle couvre une superficie de 3 667 m2 et la hauteur de son point culminant est légèrement supérieure à 3 mètres (sur une surface d'environ 1 800 m2), et s'abaisse en pentes irrégulières jusqu'aux limites du tumulus.
Elle devait à l'origine avoir une hauteur comprise entre 5 et 6 mètres. Ses dimensions sont aujourd'hui plus modestes,la commune ayant revendu les terres végétales extraites lors des fouilles de 1866 aux agriculteurs locaux afin de remblayer leurs champs.
Les fouilles ont révélé, à l'intérieur de la Tombelle, des tertres d'un mètre de haut ainsi que des excavations de forme allongée pratiquées dans la craie. Compte tenu des dimensions de ces trous (trop courts pour contenir un adulte allongé et trop larges pour un enfant), il peut d'agir de sépultures assises, même si aucun ossement ou cendre n'a été retrouvé.
Ces excavations sont entourées d'un fossé (comblé par la tombelle) semblable à ceux que faisaient les Romains.

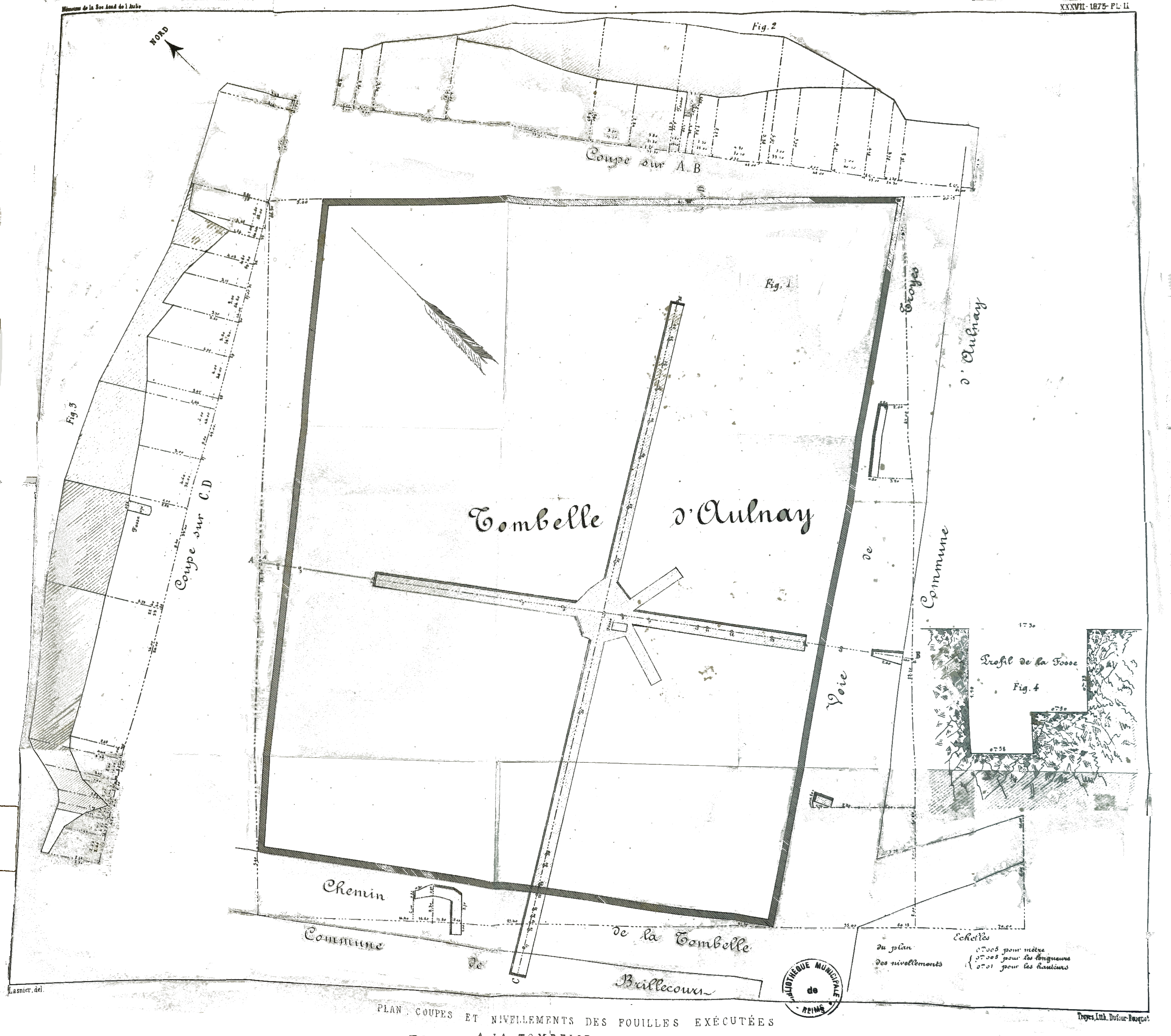
Carte des fouilles de la Tombelle d'Aulnay.

## Historique
Il s'agit probablement d'une sépulture (bien qu'aucun corps n'y ait été retrouvé) d'origine celtique, voire gallo-romaine.
Les seuls ossements qui y ont été découverts proviennent de grands mammifères (chevaux ou vaches).

## Objets trouvés à la tombelle
Outre des débris de poteries provenant d'une petit nombre de vases et de quelques amphores et des os de grands animaux, quelques objets remarquables ont été retrouvés sur la tombelle ou dans ses abords immédiats :

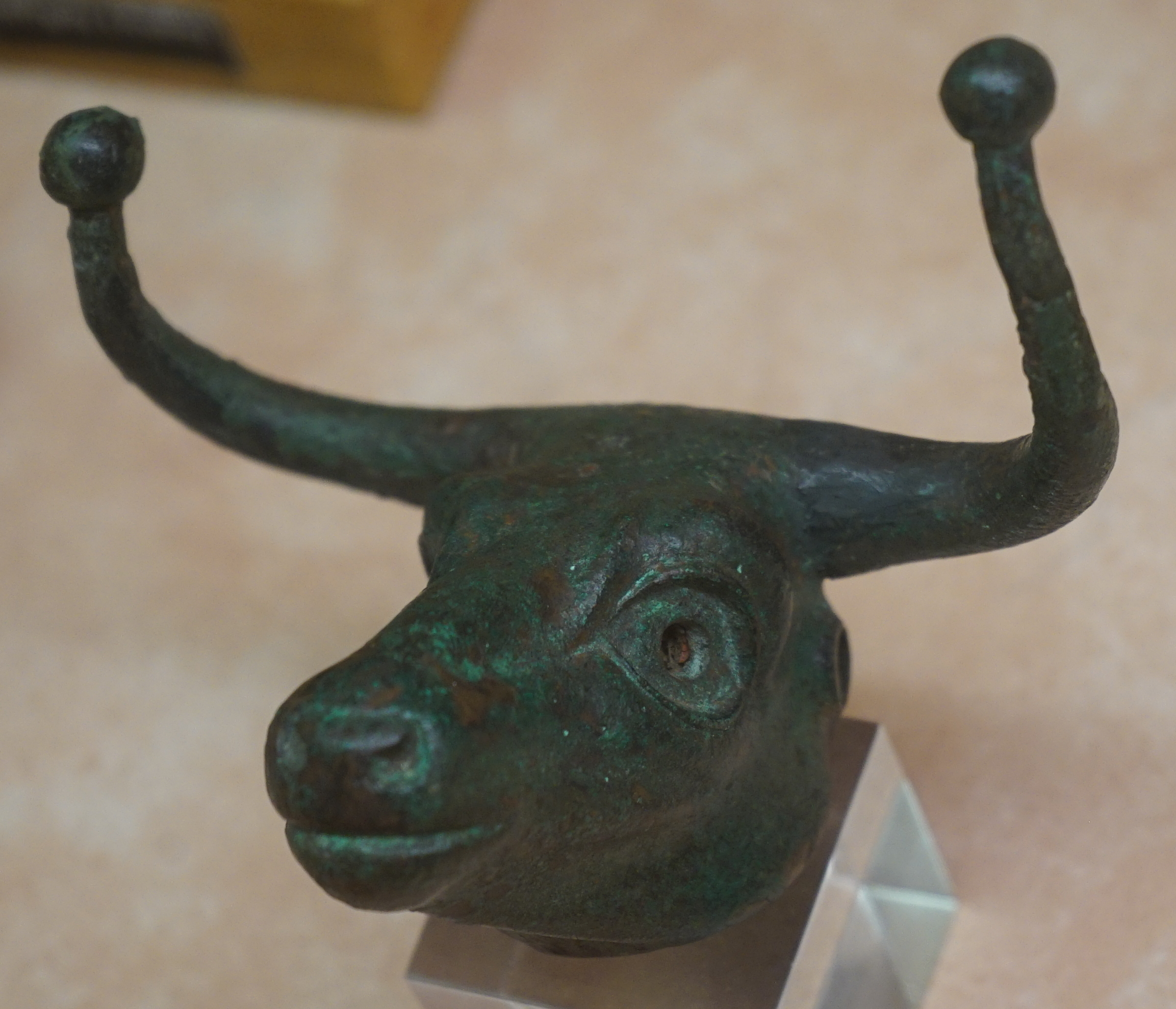
Tarvos, trouvé au milieu du XIXe siècle.
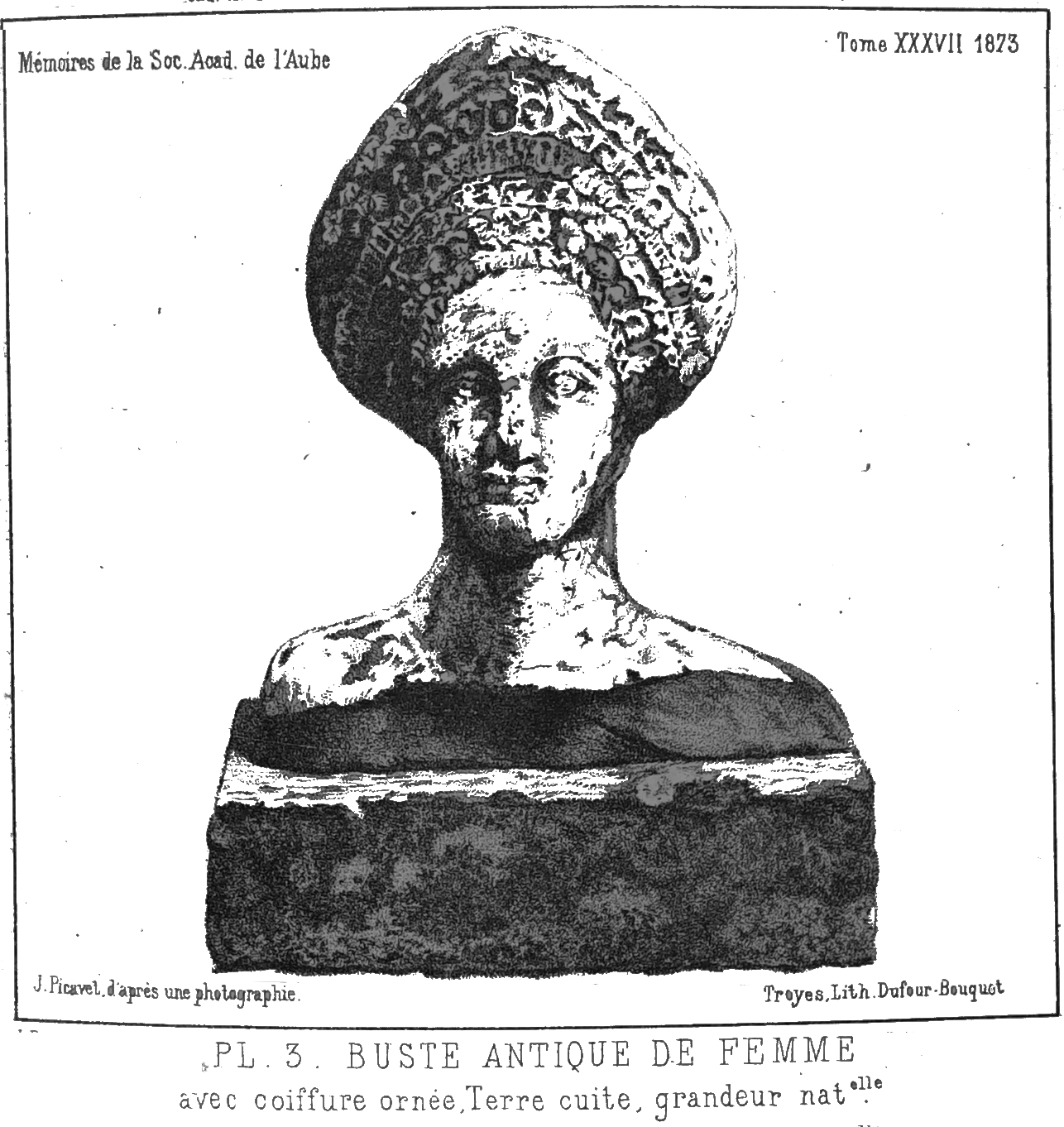
Buste antique de femme avec coiffure ornée.
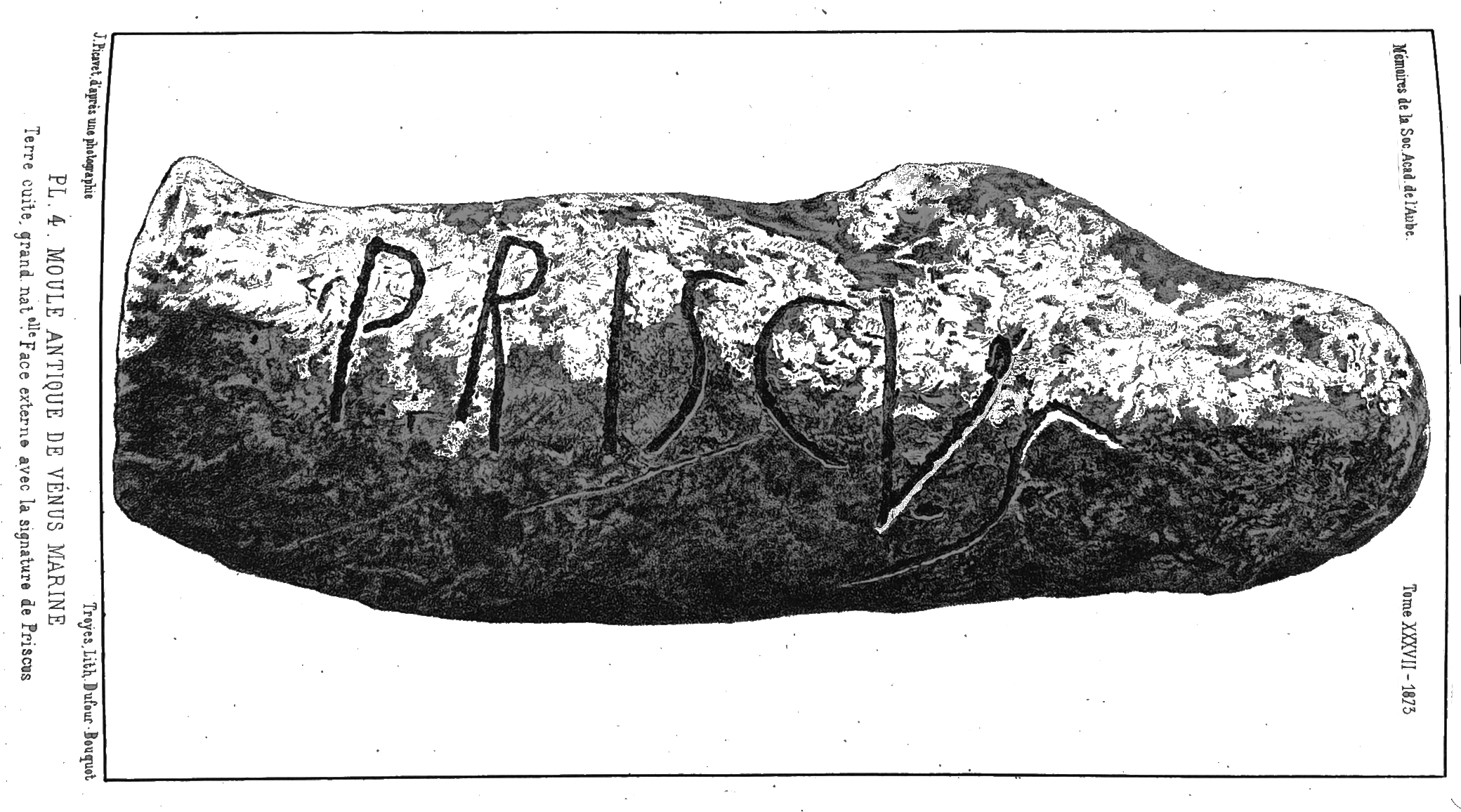
Moule antique (arrière) de Vénus marine.
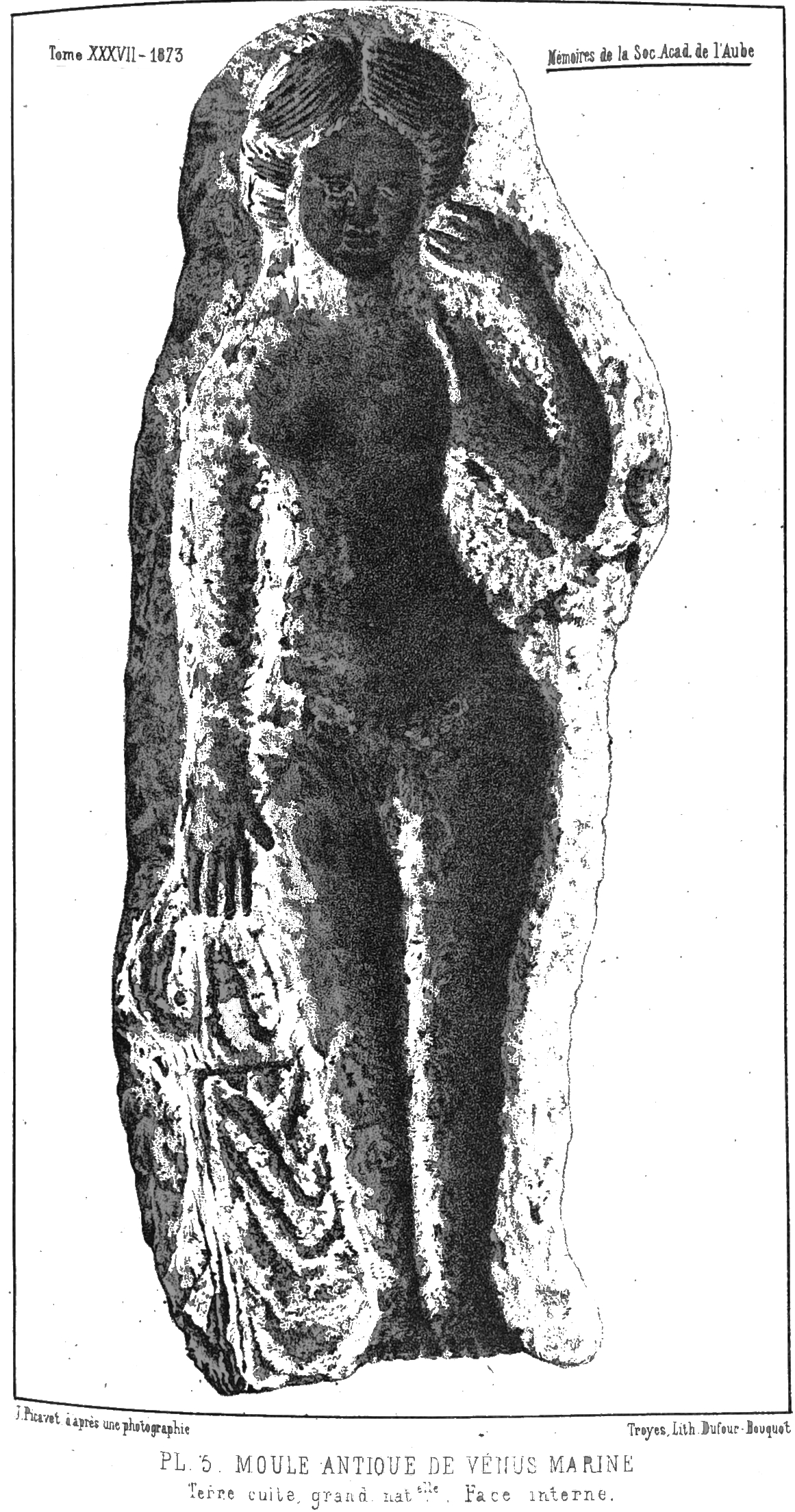
Moule antique (intérieur) de Vénus marine.
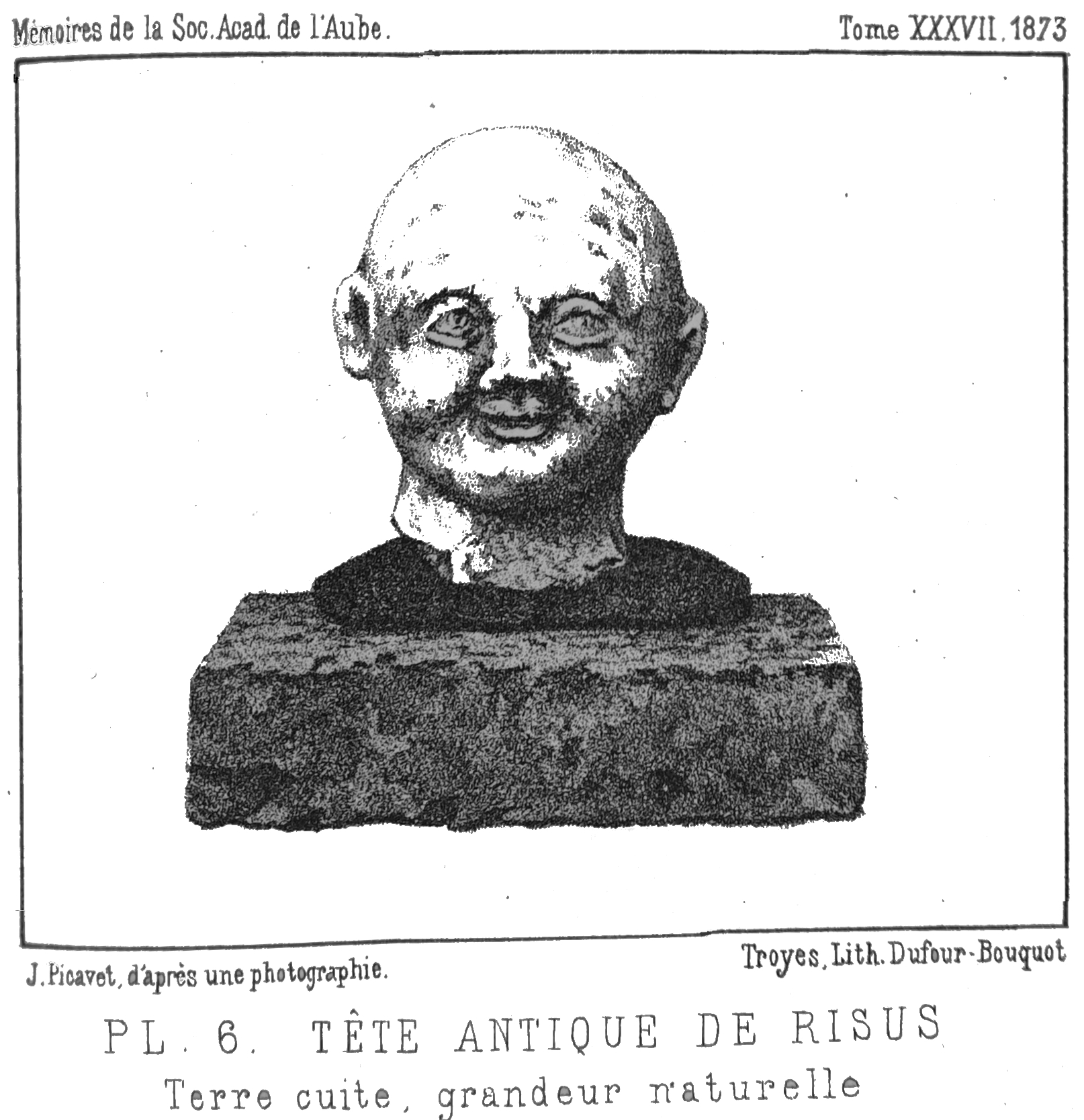
Tête antique de Risus.